# Campionatul Mondial al Cluburilor FIFA 2025
Campionatul Mondial al Cluburilor 2025 a fost cea de-a 21-a ediție a Campionatului Mondial al Cluburilor FIFA și prima compusă din 32 de cluburi din cele șase confederații continentale. Turneul a avut loc în Statele Unite în perioada 14 iunie-13 iulie 2025.

## Format
Turneul cuprinde 32 de echipe, împărțite în opt grupe de patru echipe fiecare. Câștigătorii celor opt grupe vor avansa în sferturile de finală, care va folosi un format knockout pentru a determina campionii.

## Echipe
| Chelsea                    | Câștigătoare Liga Campionilor 2020-2021          | UEFA     | 14 martie 2023    | A treia (2012, 2021)                                                      |
| Real Madrid                | Câștigătoare Liga Campionilor 2021-2022          | UEFA     | 14 martie 2023    | A șaptea (2000, 2014, 2016, 2017, 2018, 2022)                             |
| Manchester City            | Câștigătoare Liga Campionilor 2022-2023          | UEFA     | 10 iunie 2023     | A doua (2023)                                                             |
| Bayern München             | Locul 1 în clasamentul UEFA pe patru ani         | UEFA     | 17 decembrie 2023 | A treia (2013, 2020)                                                      |
| Paris Saint-Germain        | Locul 2 în clasamentul UEFA pe patru ani         | UEFA     | 17 decembrie 2023 | Prima                                                                     |
| Inter Milano               | Locul 4 în clasamentul UEFA pe patru ani         | UEFA     | 17 decembrie 2023 | A doua (2010)                                                             |
| Porto                      | Locul 5 în clasamentul UEFA pe patru ani         | UEFA     | 17 decembrie 2023 | Prima                                                                     |
| Benfica                    | Locul 7 în clasamentul UEFA pe patru ani         | UEFA     | 17 decembrie 2023 | Prima                                                                     |
| Borussia Dortmund          | Locul 3 în clasamentul UEFA pe patru ani         | UEFA     | 6 martie 2024     | Prima                                                                     |
| Juventus                   | Locul 8 în clasamentul UEFA pe patru ani         | UEFA     | 12 martie 2024    | Prima                                                                     |
| Atlético Madrid            | Locul 6 în clasamentul UEFA pe patru ani         | UEFA     | 16 aprilie 2024   | Prima                                                                     |
| Red Bull Salzburg          | Locul 9 în clasamentul UEFA pe patru ani         | UEFA     | 17 aprilie 2024   | Prima                                                                     |
| Asia (4 echipe)            |                                                  |          |                   |                                                                           |
| Al-Hilal                   | Câștigătoarea Liga Campionilor Asiei 2021        | AFC      | 14 martie 2023    | A patra (Anterioare: 2019, 2021, 2022)                                    |
| Urawa Red Diamonds         | Câștigătoarea Liga Campionilor Asiei 2022        | AFC      | 6 mai 2023        | A patra (Anterioare: 2007, 2017, 2023)                                    |
| Al Ain                     | Câștigătoarea Liga Campionilor Asiei 2023-2024   | AFC      | 25 mai 2024       | A doua (2018)                                                             |
| Ulsan HD                   | Locul 1 în clasamentul AFC pe patru ani          | AFC      | 17 aprilie 2024   | A treia (2012, 2020)                                                      |
| Africa (4 echipe)          |                                                  |          |                   |                                                                           |
| Al Ahly                    | Câștigătoarea Liga Campionilor Africii 2020–2021 | CAF      | 14 martie 2023    | A zecea (Anterioare: 2005, 2006, 2008, 2012, 2013, 2020, 2021, 2022 2023) |
| Wydad AC                   | Câștigătoarea Liga Campionilor Africii 2021–2022 | CAF      | 14 martie 2023    | A treia (2017, 2022)                                                      |
| Espérance de Tunis         | Locul 1 în clasamentul CAF pe patru ani          | CAF      | 26 aprilie 2024   | A patra (2011, 2018, 2019)                                                |
| Mamelodi Sundowns          | Locul 2 în clasamentul CAF pe patru ani          | CAF      | 26 aprilie 2024   | A doua (2016)                                                             |
| America de Nord (4 echipe) |                                                  |          |                   |                                                                           |
| Monterrey                  | Câștigătoarea Liga Campionilor CONCACAF 2021     | CONCACAF | 14 martie 2023    | A șasea (2011, 2012, 2013, 2019, 2021)                                    |
| Seattle Sounders FC        | Câștigătoarea Liga Campionilor CONCACAF 2022     | CONCACAF | 14 martie 2023    | A doua (2022)                                                             |
| Pachuca                    | Câștigătoarea Cupa Campionilor CONCACAF 2024     | CONCACAF | 1 iunie 2024      | A cincea (2007, 2008, 2010, 2017)                                         |
| Los Angeles FC             | Câștigătoarea barajului cu Club América          | CONCACAF | 31 mai 2025       | Prima                                                                     |
| America de Sud (6 echipe)  |                                                  |          |                   |                                                                           |
| Palmeiras                  | Câștigătoarea Copa Libertadores 2021             | CONMEBOL | 14 martie 2023    | A treia (2020, 2021)                                                      |
| Flamengo                   | Câștigătoarea Copa Libertadores 2022             | CONMEBOL | 14 martie 2023    | A treia (2019, 2022)                                                      |
| Fluminense                 | Câștigătoarea Copa Libertadores 2023             | CONMEBOL | 4 noiembrie 2023  | A doua (2023)                                                             |
| Botafogo                   | Câștigătoarea Copa Libertadores 2024             | CONMEBOL | 30 noiembrie 2024 | Prima                                                                     |
| River Plate                | Locul 1 în clasamentul CONMEBOL pe patru ani     | CONMEBOL | 14 mai 2024       | A treia (2015, 2018)                                                      |
| Boca Juniors               | Locul 2 în clasamentul CONMEBOL pe patru ani     | CONMEBOL | 22 august 2024    | A doua (2007)                                                             |
| Oceania (O echipă)         |                                                  |          |                   |                                                                           |
| Auckland City              |                                                  | OFC      | 17 decembrie 2023 | A 12-a (2006, 2009, 2011, 2012, 2013, 2014, 2015, 2016, 2017, 2022, 2023) |
| Reprezentanta țării gazdă  |                                                  |          |                   |                                                                           |
| Inter Miami CF             | Câștigătoarea MLS Supporters' Shield 2024        | CONCACAF | 19 octombrie 2024 | Prima                                                                     |

## Stadioane
Pe 28 septembrie 2024, FIFA a anunțat selecția a douăsprezece stadioane din unsprezece orașe pentru turneu: Lincoln Financial Field din Philadelphia; Audi Field din Washington D.C.; Lumen Field din Seattle, Washington; Rose Bowl din Pasadena, California; Stadionul TQL din Cincinnati, Ohio; Stadionul Bank of America din Charlotte, Carolina de Nord; Stadionul Mercedes-Benz din Atlanta, Georgia; Stadionul Hard Rock din Miami Gardens, Florida, care a găzduit meciul de deschidere cu Inter Miami; Geodis Park din Nashville, Tennessee; Camping World Stadium și Inter&Co Stadium din Orlando, Florida; și MetLife Stadium din East Rutherford, New Jersey, care va găzdui finala. Lumen Field va găzdui toate cele trei meciuri din faza grupelor pentru Seattle Sounders. Dintre aceste stadioane selectate, cinci vor fi folosite la Campionatul Mondial de Fotbal 2026. Spre deosebire de alte turnee FIFA, inclusiv de viitoarea Cupă Mondială FIFA din 2026, toate locațiile își vor păstra drepturile de denumire originale.
| Pasadena (Los Angeles area) | East Rutherford (New York City area) | Charlotte               |
| --------------------------- | ------------------------------------ | ----------------------- |
| Rose Bowl                   | MetLife Stadium                      | Bank of America Stadium |
| Capacitate: 89.702          | Capacitate: 82.500                   | Capacitate: 74.867      |
|                             |                                      |                         |
| Atlanta                     | Seattle                              | Philadelphia            |
| Mercedes-Benz Stadium       | Lumen Field                          | Lincoln Financial Field |
| Capacitate: 71.000          | Capacitate: 68.740                   | Capacitate: 67.594      |
|                             |                                      |                         |
| Miami Gardens (Miami area)  | Orlando                              | Orlando                 |
| Hard Rock Stadium           | Camping World Stadium                | Inter&Co Stadium        |
| Capacitate: 64.767          | Capacitate: 60.219                   | Capacitate: 25.500      |
|                             |                                      |                         |
| Nashville                   | Cincinnati                           | Washington D.C.         |
| Geodis Park                 | TQL Stadium                          | Audi Field              |
| Capacitate: 30.109          | Capacitate: 26.000                   | Capacitate: 20.000      |
|                             |                                      |                         |

| - 1 Atlanta - 2 Charlotte - 3 Cincinnati - 4 East Rutherford - 5 Miami Gardens - 6 Nashville | - 7 Orlando - 8 Pasadena - 9 Philadelphia - 10 Seattle - 11 Washington D.C. |

## Baze de antrenament
Conform unui raport al The Athletic, FIFA a desemnat locații în orașele gazdă pentru bazele de antrenament ale echipelor, prioritate acordând cluburilor care au mai multe meciuri în zonă. Cluburilor li s-a permis să negocieze independent cu alți proprietari și operatori de facilități, inclusiv cu mai multe programe sportive universitare, pentru a-și asigura propria bază. Mai multe facilități sunt, de asemenea, desemnate de FIFA pentru a fi utilizate ulterior în turneu de către echipele calificate în rundele eliminatorii. Taberele de bază ale echipelor pentru faza grupelor au fost confirmate de FIFA pe 3 iunie 2025.
| Echipă              | Tabăra de bază                       | Teren de antrenament                              |
| ------------------- | ------------------------------------ | ------------------------------------------------- |
| Al Ahly             | Davie, Florida                       | Nova Southeastern University                      |
| Al Ahly             | Basking Ridge, New Jersey            | Pingry School                                     |
| Al Ain              | Alexandria, Virginia                 | Episcopal High School                             |
| Al Hilal            | Leesburg, Virginia                   | D.C. United Training Center                       |
| Al Hilal            | Nashville, Tennessee                 | Nashville SC Training Facility                    |
| Atlético Madrid     | Los Angeles, California              | Los Angeles Memorial Coliseum                     |
| Auckland City       | Chattanooga, Tennessee               | Baylor School                                     |
| Bayern München      | Bay Lake, Florida                    | ESPN Wide World of Sports Complex                 |
| Benfica             | Tampa, Florida                       | Waters Sportsplex                                 |
| Boca Juniors        | Miami Shores, Florida                | Barry University                                  |
| Borussia Dortmund   | Fort Lauderdale, Florida             | Florida Blue Training Center                      |
| Botafogo            | Montecito, California                | Westmont College                                  |
| Chelsea             | Chester, Pennsylvania                | Philadelphia Union Training Center                |
| Chelsea             | Davie, Florida                       | Nova Southeastern University                      |
| Espérance Tunis     | Rochester Hills, Michigan            | Oakland University                                |
| Flamengo            | Galloway Township, New Jersey        | Stockton University                               |
| Flamengo            | Bay Lake, Florida                    | ESPN Wide World of Sports Complex                 |
| Fluminense          | Columbia, South Carolina             | University of South Carolina                      |
| Inter Miami CF      | Fort Lauderdale, Florida             | Florida Blue Training Center                      |
| Inter Milan         | Los Angeles, California              | University of California, Los Angeles             |
| Inter Milan         | Renton, Washington                   | Virginia Mason Athletic Center                    |
| Juventus            | White Sulphur Springs, West Virginia | The Greenbrier                                    |
| Juventus            | Orlando, Florida                     | ChampionsGate                                     |
| Los Angeles FC      | Macon, Georgia                       | Mercer University                                 |
| Mamelodi Sundowns   | Bradenton, Florida                   | IMG Academy                                       |
| Manchester City     | Boca Raton, Florida                  | Lynn University                                   |
| Monterrey           | Los Angeles, California              | Loyola Marymount University                       |
| Pachuca             | Charlotte, North Carolina            | University of North Carolina at Charlotte         |
| Palmeiras           | Greensboro, North Carolina           | University of North Carolina at Greensboro        |
| Paris Saint-Germain | Irvine, California                   | University of California, Irvine                  |
| Porto               | Piscataway, New Jersey               | Rutgers University                                |
| Real Madrid         | Palm Beach Gardens, Florida          | Gardens North County District Park                |
| Red Bull Salzburg   | Whippany, New Jersey                 | Melanie Lane Training Ground                      |
| River Plate         | Renton, Washington                   | Providence Swedish Performance Center & Clubhouse |
| Seattle Sounders FC | Renton, Washington                   | Providence Swedish Performance Center & Clubhouse |
| Ulsan HD            | Charlotte, North Carolina            | Charlotte FC Performance Park                     |
| Urawa Red Diamonds  | Portland, Oregon                     | University of Portland                            |
| Wydad Casablanca    | Bethesda, Maryland                   | Landon School                                     |

## Arbitrii oficiali
Pe 14 aprilie 2025, FIFA a confirmat că 117 oficiali de meci din 41 de asociații membre vor fi selectați pentru turneu. Printre aceștia s-au numărat 35 de arbitri, 58 de arbitri asistenți și 24 de oficiali de meci video.
| Confederation | Referee              | Assistant referees                        | Video assistant referees | Reserve referees                 |
| ------------- | -------------------- | ----------------------------------------- | --- | -------------------------------- |
| AFC           | Alireza Faghani      | Anton Shchetinin Ashley Beecham           | Khamis Al-Marri Shaun Evans Fu Ming Mohammed Obaid Khadim | Omar Al Ali Ma Ning              |
| AFC           | Salman Falahi        | Ramzan Al-Naemi Majid Al-Shammari         | Khamis Al-Marri Shaun Evans Fu Ming Mohammed Obaid Khadim | Omar Al Ali Ma Ning              |
| AFC           | Ilgiz Tantashev      | Timur Gaynullin Andrey Tsapenko           | Khamis Al-Marri Shaun Evans Fu Ming Mohammed Obaid Khadim | Omar Al Ali Ma Ning              |
| CAF           | Dahane Beida         | Jerson Emiliano dos Santos Stephen Yiembe | Hamza Al-Fariq Mahmoud Ashour | Mutaz Ibrahim Jean-Jacques Ndala |
| CAF           | Mustapha Ghorbal     | Mokrane Gourari Abbes Akram Zerhouni      | Hamza Al-Fariq Mahmoud Ashour | Mutaz Ibrahim Jean-Jacques Ndala |
| CAF           | Issa Sy              | Djibril Camara Nouha Bangoura             | Hamza Al-Fariq Mahmoud Ashour | Mutaz Ibrahim Jean-Jacques Ndala |
| CONCACAF      | Iván Barton          | David Morán Henry Pupiro                  | Tatiana Guzmán Érick Galindo Guillermo Larios Armando Villarreal                                                                                                   |                                  |
| CONCACAF      | Drew Fischer         | Lyes Arfa Micheal Barwegen                | Tatiana Guzmán Érick Galindo Guillermo Larios Armando Villarreal                                                                                                   |                                  |
| CONCACAF      | Saíd Martínez        | Walter López Christian Ramírez            | Tatiana Guzmán Érick Galindo Guillermo Larios Armando Villarreal                                                                                                   |                                  |
| CONCACAF      | Tori Penso           | Kathryn Nesbitt Brooke Mayo               | Tatiana Guzmán Érick Galindo Guillermo Larios Armando Villarreal                                                                                                   |                                  |
| CONCACAF      | César Arturo Ramos   | Alberto Morín Marco Bisguerra             | Tatiana Guzmán Érick Galindo Guillermo Larios Armando Villarreal                                                                                                   |                                  |
| CONMEBOL      | Ramon Abatti         | Rafael Alves Danilo Manis                 | Nicolás Gallo Leodán González Juan Lara Hernán Carlos Mastrángelo Juan Soto                                                                                        | Gustavo Tejera                   |
| CONMEBOL      | Juan Gabriel Benítez | Eduardo Cardozo Milcíades Saldívar        | Nicolás Gallo Leodán González Juan Lara Hernán Carlos Mastrángelo Juan Soto                                                                                        | Gustavo Tejera                   |
| CONMEBOL      | Yael Falcón          | Facundo Rodríguez Maximiliano Del Yesso   | Nicolás Gallo Leodán González Juan Lara Hernán Carlos Mastrángelo Juan Soto                                                                                        | Gustavo Tejera                   |
| CONMEBOL      | Cristián Garay       | José Retamal Miguel Rocha                 | Nicolás Gallo Leodán González Juan Lara Hernán Carlos Mastrángelo Juan Soto                                                                                        | Gustavo Tejera                   |
| CONMEBOL      | Wilton Sampaio       | Bruno Boschilia Bruno Pires               | Nicolás Gallo Leodán González Juan Lara Hernán Carlos Mastrángelo Juan Soto                                                                                        | Gustavo Tejera                   |
| CONMEBOL      | Facundo Tello        | Juan Pablo Belatti Gabriel Chade          | Nicolás Gallo Leodán González Juan Lara Hernán Carlos Mastrángelo Juan Soto                                                                                        | Gustavo Tejera                   |
| CONMEBOL      | Jesús Valenzuela     | Jorge Urrego Tulio Moreno                 | Nicolás Gallo Leodán González Juan Lara Hernán Carlos Mastrángelo Juan Soto                                                                                        | Gustavo Tejera                   |
| OFC           |                      |                                           | | Campbell-Kirk Kawana-Waugh       |
| UEFA          | Espen Eskås          | Jan Erik Engan Isaak Bashevkin            | Ivan Bebek Jérôme Brisard Bastian Dankert Carlos del Cerro Grande Marco Di Bello Rob Dieperink Alejandro Hernández Hernández Tomasz Kwiatkowski Bram Van Driessche |                                  |
| UEFA          | István Kovács        | Mihai Marius Marica Ferencz Tunyogi       | Ivan Bebek Jérôme Brisard Bastian Dankert Carlos del Cerro Grande Marco Di Bello Rob Dieperink Alejandro Hernández Hernández Tomasz Kwiatkowski Bram Van Driessche |                                  |
| UEFA          | François Letexier    | Cyril Mugnier Mehdi Rahmouni              | Ivan Bebek Jérôme Brisard Bastian Dankert Carlos del Cerro Grande Marco Di Bello Rob Dieperink Alejandro Hernández Hernández Tomasz Kwiatkowski Bram Van Driessche |                                  |
| UEFA          | Danny Makkelie       | Hessel Steegstra Jan de Vries             | Ivan Bebek Jérôme Brisard Bastian Dankert Carlos del Cerro Grande Marco Di Bello Rob Dieperink Alejandro Hernández Hernández Tomasz Kwiatkowski Bram Van Driessche |                                  |
| UEFA          | Szymon Marciniak     | Tomasz Listkiewicz Adam Kupsik            | Ivan Bebek Jérôme Brisard Bastian Dankert Carlos del Cerro Grande Marco Di Bello Rob Dieperink Alejandro Hernández Hernández Tomasz Kwiatkowski Bram Van Driessche |                                  |
| UEFA          | Glenn Nyberg         | Mahbod Beigi Andreas Söderkvist           | Ivan Bebek Jérôme Brisard Bastian Dankert Carlos del Cerro Grande Marco Di Bello Rob Dieperink Alejandro Hernández Hernández Tomasz Kwiatkowski Bram Van Driessche |                                  |
| UEFA          | Michael Oliver       | Stuart Burt James Mainwaring              | Ivan Bebek Jérôme Brisard Bastian Dankert Carlos del Cerro Grande Marco Di Bello Rob Dieperink Alejandro Hernández Hernández Tomasz Kwiatkowski Bram Van Driessche |                                  |
| UEFA          | Anthony Taylor       | Gary Beswick Adam Nunn                    | Ivan Bebek Jérôme Brisard Bastian Dankert Carlos del Cerro Grande Marco Di Bello Rob Dieperink Alejandro Hernández Hernández Tomasz Kwiatkowski Bram Van Driessche |                                  |
| UEFA          | Clément Turpin       | Nicolas Danos Benjamin Pagès              | Ivan Bebek Jérôme Brisard Bastian Dankert Carlos del Cerro Grande Marco Di Bello Rob Dieperink Alejandro Hernández Hernández Tomasz Kwiatkowski Bram Van Driessche |                                  |
| UEFA          | Slavko Vinčić        | Tomaž Klančnik Andraž Kovačič             | Ivan Bebek Jérôme Brisard Bastian Dankert Carlos del Cerro Grande Marco Di Bello Rob Dieperink Alejandro Hernández Hernández Tomasz Kwiatkowski Bram Van Driessche |                                  |
| UEFA          | Felix Zwayer         | Robert Kempter Christian Dietz            | Ivan Bebek Jérôme Brisard Bastian Dankert Carlos del Cerro Grande Marco Di Bello Rob Dieperink Alejandro Hernández Hernández Tomasz Kwiatkowski Bram Van Driessche |                                  |

## Faza grupelor

### Grupa A
| Loc | Echipa         | MJ | V | E | Î | GM | GP | DG | Pct | Calificare                      |
| --- | -------------- | -- | - | - | - | -- | -- | -- | --- | ------------------------------- |
| 1   | Palmeiras      | 3  | 1 | 2 | 0 | 4  | 2  | +2 | 5   | Calificare în faza eliminatorie |
| 2   | Inter Miami CF | 3  | 1 | 2 | 0 | 4  | 3  | +1 | 5   | Calificare în faza eliminatorie |
| 3   | Porto          | 3  | 0 | 2 | 1 | 5  | 6  | −1 | 2   |                                 |
| 4   | Al Ahly        | 3  | 0 | 2 | 1 | 4  | 6  | −2 | 2   |                                 |

| Al Ahly | 0–0    | Inter Miami CF |
| ------- | ------ | -------------- |
|         | Raport |                |

| Palmeiras | 0–0    | Porto |
| --------- | ------ | ----- |
|           | Raport |       |

| Palmeiras                         | 2–0    | Al Ahly |
| --------------------------------- | ------ | ------- |
| - Abou Ali 49' (o.g.) - López 59' | Raport |         |

| Inter Miami CF            | 2–1    | Porto              |
| ------------------------- | ------ | ------------------ |
| - Segovia 47' - Messi 54' | Raport | Aghehowa 8' (pen.) |

| Inter Miami CF             | 2–2    | Palmeiras                     |
| -------------------------- | ------ | ----------------------------- |
| - Allende 16' - Suárez 65' | Raport | - Paulinho 80' - Maurício 87' |

| Porto                                                    | 4–4    | Al Ahly                                              |
| -------------------------------------------------------- | ------ | ---------------------------------------------------- |
| - Mora 23' - William Gomes 50' - Aghehowa 53' - Pepê 89' | Raport | - Abou Ali 15', 45+2' (pen.), 51' - Ben Romdhane 64' |

### Grupa B
| Loc | Echipa              | MJ | V | E | Î | GM | GP | DG | Pct | Calificare                      |
| --- | ------------------- | -- | - | - | - | -- | -- | -- | --- | ------------------------------- |
| 1   | Paris Saint-Germain | 3  | 2 | 0 | 1 | 6  | 1  | +5 | 6   | Calificare în faza eliminatorie |
| 2   | Botafogo            | 3  | 2 | 0 | 1 | 3  | 2  | +1 | 6   | Calificare în faza eliminatorie |
| 3   | Atlético Madrid     | 3  | 2 | 0 | 1 | 4  | 5  | −1 | 6   |                                 |
| 4   | Seattle Sounders FC | 3  | 0 | 0 | 3 | 2  | 7  | −5 | 0   |                                 |

| Paris Saint-Germain                                                | 4–0    | Atlético Madrid |
| ------------------------------------------------------------------ | ------ | --------------- |
| - Ruiz 19' - Vitinha 45+1' - Mayulu 87' - Lee Kang-in 90+7' (pen.) | Raport |                 |

| Botafogo                     | 2–1    | Seattle Sounders FC |
| ---------------------------- | ------ | ------------------- |
| - Cunha 28' - Igor Jesus 44' | Raport | - C. Roldan 75'     |

| Seattle Sounders FC | 1–3    | Atlético Madrid                 |
| ------------------- | ------ | ------------------------------- |
| Rusnák 50'          | Raport | - Barrios 11', 55' - Witsel 47' |

| Paris Saint-Germain | 0–1    | Botafogo       |
| ------------------- | ------ | -------------- |
|                     | Raport | Igor Jesus 36' |

| Seattle Sounders FC | 0–2    | Paris Saint-Germain              |
| ------------------- | ------ | -------------------------------- |
|                     | Raport | - Kvaratskhelia 35' - Hakimi 66' |

| Atlético Madrid | 1–0    | Botafogo |
| --------------- | ------ | -------- |
| Griezmann 87'   | Raport |          |

### Grupa C
| Loc | Echipa         | MJ | V | E | Î | GM | GP | DG  | Pct | Calificare                      |
| --- | -------------- | -- | - | - | - | -- | -- | --- | --- | ------------------------------- |
| 1   | Benfica        | 3  | 2 | 1 | 0 | 9  | 2  | +7  | 7   | Calificare în faza eliminatorie |
| 2   | Bayern München | 3  | 2 | 0 | 1 | 12 | 2  | +10 | 6   | Calificare în faza eliminatorie |
| 3   | Boca Juniors   | 3  | 0 | 2 | 1 | 4  | 5  | −1  | 2   |                                 |
| 4   | Auckland City  | 3  | 0 | 1 | 2 | 1  | 17 | −16 | 1   |                                 |

| Bayern München                                                                                 | 10–0   | Auckland City |
| ---------------------------------------------------------------------------------------------- | ------ | ------------- |
| - Coman 6', 22' - Boey 18' - Olise 20', 45+3' - Müller 45', 89' - Musiala 68', 73' (pen.), 84' | Raport |               |

| Boca Juniors                    | 2–2    | Benfica                                |
| ------------------------------- | ------ | -------------------------------------- |
| - Merentiel 21' - Battaglia 27' | Raport | - Di María 45+3' (pen.) - Otamendi 84' |

| Benfica                                                                                | 6–0    | Auckland City |
| -------------------------------------------------------------------------------------- | ------ | ------------- |
| - Di María 45+8' (pen.), 90+8' (pen.) - Pavlidis 53' - Sanches 63' - Barreiro 76', 78' | Raport |               |

| Bayern München         | 2–1    | Boca Juniors  |
| ---------------------- | ------ | ------------- |
| - Kane 18' - Olise 84' | Raport | Merentiel 66' |

| Auckland City | 1–1    | Boca Juniors      |
| ------------- | ------ | ----------------- |
| Gray 52'      | Raport | Garrow 26' (aut.) |

| Benfica         | 1–0    | Bayern München |
| --------------- | ------ | -------------- |
| Schjelderup 13' | Raport |                |

### Grupa D
| Loc | Echipa          | MJ | V | E | Î | GM | GP | DG | Pct | Calificare                      |
| --- | --------------- | -- | - | - | - | -- | -- | -- | --- | ------------------------------- |
| 1   | Flamengo        | 3  | 2 | 1 | 0 | 6  | 2  | +4 | 7   | Calificare în faza eliminatorie |
| 2   | Chelsea         | 3  | 2 | 0 | 1 | 6  | 3  | +3 | 6   | Calificare în faza eliminatorie |
| 3   | Espérance Tunis | 3  | 1 | 0 | 2 | 1  | 5  | −4 | 3   |                                 |
| 4   | Los Angeles FC  | 3  | 0 | 1 | 2 | 1  | 4  | −3 | 1   |                                 |

| Chelsea                    | 2–0    | Los Angeles FC |
| -------------------------- | ------ | -------------- |
| - Neto 34' - Fernández 79' | Raport |                |

| Flamengo                         | 2–0    | Espérance Tunis |
| -------------------------------- | ------ | --------------- |
| - De Arrascaeta 17' - Araújo 70' | Raport |                 |

| Flamengo                                            | 3–1    | Chelsea  |
| --------------------------------------------------- | ------ | -------- |
| - Bruno Henrique 62' - Danilo 65' - Wallace Yan 83' | Raport | Neto 13' |

| Los Angeles FC | 0–1    | Espérance Tunis |
| -------------- | ------ | --------------- |
|                | Raport | Belaïli 70'     |

| Los Angeles FC | 1–1    | Flamengo        |
| -------------- | ------ | --------------- |
| Bouanga 84'    | Raport | Wallace Yan 86' |

| Espérance Tunis | 0–3    | Chelsea                                         |
| --------------- | ------ | ----------------------------------------------- |
|                 | Raport | - Adarabioyo 45+3' - Delap 45+5' - George 90+7' |

### Grupa E
| Loc | Echipa             | MJ | V | E | Î | GM | GP | DG | Pct | Calificare                      |
| --- | ------------------ | -- | - | - | - | -- | -- | -- | --- | ------------------------------- |
| 1   | Inter Milan        | 3  | 2 | 1 | 0 | 5  | 2  | +3 | 7   | Calificare în faza eliminatorie |
| 2   | Monterrey          | 3  | 1 | 2 | 0 | 5  | 1  | +4 | 5   | Calificare în faza eliminatorie |
| 3   | River Plate        | 3  | 1 | 1 | 1 | 3  | 3  | 0  | 4   |                                 |
| 4   | Urawa Red Diamonds | 3  | 0 | 0 | 3 | 2  | 9  | −7 | 0   |                                 |

| River Plate                            | 3–1    | Urawa Red Diamonds  |
| -------------------------------------- | ------ | ------------------- |
| - Colidio 12' - Driussi 48' - Meza 73' | Raport | - Matsuo 58' (pen.) |

| Monterrey | 1–1    | Inter Milan     |
| --------- | ------ | --------------- |
| Ramos 25' | Raport | L. Martínez 42' |

| Inter Milan                       | 2–1    | Urawa Red Diamonds |
| --------------------------------- | ------ | ------------------ |
| - L. Martínez 78' - Carboni 90+2' | Raport | Watanabe 11'       |

| River Plate | 0–0    | Monterrey |
| ----------- | ------ | --------- |
|             | Raport |           |

| Inter Milan                       | 2–0    | River Plate |
| --------------------------------- | ------ | ----------- |
| - F. Esposito 72' - Bastoni 90+3' | Raport |             |

| Urawa Red Diamonds | 0–4    | Monterrey                                        |
| ------------------ | ------ | ------------------------------------------------ |
|                    | Raport | - Deossa 30' - Berterame 34', 90+7' - Corona 39' |

### Grupa F
| Loc | Echipa            | MJ | V | E | Î | GM | GP | DG | Pct | Calificare                      |
| --- | ----------------- | -- | - | - | - | -- | -- | -- | --- | ------------------------------- |
| 1   | Borussia Dortmund | 3  | 2 | 1 | 0 | 5  | 3  | +2 | 7   | Calificare în faza eliminatorie |
| 2   | Fluminense        | 3  | 1 | 2 | 0 | 4  | 2  | +2 | 5   | Calificare în faza eliminatorie |
| 3   | Mamelodi Sundowns | 3  | 1 | 1 | 1 | 4  | 4  | 0  | 4   |                                 |
| 4   | Ulsan HD          | 3  | 0 | 0 | 3 | 2  | 6  | −4 | 0   |                                 |

| Fluminense | 0–0    | Borussia Dortmund |
| ---------- | ------ | ----------------- |
|            | Raport |                   |

| Ulsan HD | 0–1    | Mamelodi Sundowns |
| -------- | ------ | ----------------- |
|          | Raport | - Rayners 36'     |

| Mamelodi Sundowns                         | 3–4    | Borussia Dortmund                                               |
| ----------------------------------------- | ------ | --------------------------------------------------------------- |
| - Ribeiro 11' - Rayners 62' - Mothiba 90' | Raport | - Nmecha 16' - Guirassy 34' - Bellingham 45' - Mudau 59' (o.g.) |

| Fluminense                                          | 4–2    | Ulsan HD                               |
| --------------------------------------------------- | ------ | -------------------------------------- |
| - Arias 27' - Nonato 66' - Freytes 83' - Keno 90+2' | Raport | - Lee Jin-hyun 37' - Um Won-sang 45+3' |

| Borussia Dortmund | 1–0    | Ulsan HD |
| ----------------- | ------ | -------- |
| Svensson 36'      | Raport |          |

| Mamelodi Sundowns | 0–0    | Fluminense |
| ----------------- | ------ | ---------- |
|                   | Raport |            |

### Grupa G
| Loc | Echipa           | MJ | V | E | Î | GM | GP | DG  | Pct | Calificare                      |
| --- | ---------------- | -- | - | - | - | -- | -- | --- | --- | ------------------------------- |
| 1   | Manchester City  | 3  | 3 | 0 | 0 | 13 | 2  | +11 | 9   | Calificare în faza eliminatorie |
| 2   | Juventus         | 3  | 2 | 0 | 1 | 11 | 6  | +5  | 6   | Calificare în faza eliminatorie |
| 3   | Al Ain           | 3  | 1 | 0 | 2 | 2  | 12 | −10 | 3   |                                 |
| 4   | Wydad Casablanca | 3  | 0 | 0 | 3 | 2  | 8  | −6  | 0   |                                 |

| Manchester City       | 2–0    | Wydad Casablanca |
| --------------------- | ------ | ---------------- |
| - Foden 2' - Doku 42' | Raport |                  |

| Al Ain | 0–5    | Juventus                                                  |
| ------ | ------ | --------------------------------------------------------- |
|        | Raport | - Kolo Muani 11', 45+4' - Conceição 21', 58' - Yıldız 31' |

| Juventus                                                       | 4–1    | Wydad Casablanca |
| -------------------------------------------------------------- | ------ | ---------------- |
| - Boutouil 6' (o.g.) - Yıldız 16', 69' - Vlahović 90+4' (pen.) | Raport | - Lorch 25'      |

| Manchester City                                                                   | 6–0    | Al Ain |
| --------------------------------------------------------------------------------- | ------ | ------ |
| - Gündoğan 8', 73' - Echeverri 27' - Haaland 45+5' (pen.) - Bobb 84' - Cherki 89' | Raport |        |

| Juventus                         | 2–5    | Manchester City                                                       |
| -------------------------------- | ------ | --------------------------------------------------------------------- |
| - Koopmeiners 11' - Vlahović 84' | Raport | - Doku 9' - Kalulu 26' (aut.) - Haaland 52' - Foden 69' - Savinho 75' |

| Wydad Casablanca | 1–2    | Al Ain                         |
| ---------------- | ------ | ------------------------------ |
| Mailula 4'       | Raport | - Laba 45+1' (pen.) - Kaku 50' |

### Grupa H
| Loc | Echipa            | MJ | V | E | Î | GM | GP | DG | Pct | Calificare                      |
| --- | ----------------- | -- | - | - | - | -- | -- | -- | --- | ------------------------------- |
| 1   | Real Madrid       | 3  | 2 | 1 | 0 | 7  | 2  | +5 | 7   | Calificare în faza eliminatorie |
| 2   | Al Hilal          | 3  | 1 | 2 | 0 | 3  | 1  | +2 | 5   | Calificare în faza eliminatorie |
| 3   | Red Bull Salzburg | 3  | 1 | 1 | 1 | 2  | 4  | −2 | 4   |                                 |
| 4   | Pachuca           | 3  | 0 | 0 | 3 | 2  | 7  | −5 | 0   |                                 |

| Real Madrid   | 1–1    | Al Hilal         |
| ------------- | ------ | ---------------- |
| G. García 34' | Raport | Neves 41' (pen.) |

| Pachuca      | 1–2    | Red Bull Salzburg          |
| ------------ | ------ | -------------------------- |
| González 56' | Raport | - Gloukh 42' - Onisiwo 76' |

| Real Madrid                                 | 3–1    | Pachuca       |
| ------------------------------------------- | ------ | ------------- |
| - Bellingham 35' - Güler 43' - Valverde 70' | Raport | - Montiel 80' |

| Red Bull Salzburg | 0–0    | Al Hilal |
| ----------------- | ------ | -------- |
|                   | Raport |          |

| Al Hilal                                    | 2–0    | Pachuca |
| ------------------------------------------- | ------ | ------- |
| - S. Al-Dawsari 22' - Marcos Leonardo 90+5' | Raport |         |

| Red Bull Salzburg | 0–3    | Real Madrid                                     |
| ----------------- | ------ | ----------------------------------------------- |
|                   | Raport | - Vinícius 40' - Valverde 45+3' - G. García 84' |

## Faza eliminatorie

### Bracket
|  | Optimi              | Optimi              |                     |   | Sferturi de finală | Sferturi de finală |  |  | Semifinale | Semifinale |  |  | Finala | Finala |
|  |                     |                     |                     |   |                    |                    |  |  |            |            |  |  |        |        |
|  |                     |                     |                     |   |                    |                    |  |  |            |            |  |  |        |        |
|  |                     |                     |                     |   |                    |                    |  |  |            |            |  |  |        |        |
|  | Palmeiras (d.p.)    | 1                   |                     |   |                    |                    |  |  |            |            |  |  |        |        |
|  | Palmeiras (d.p.)    | 1                   |                     |   |                    |                    |  |  |            |            |  |  |        |        |
|  | Botafogo            | 0                   |                     |   |                    |                    |  |  |            |            |  |  |        |        |
|  | Botafogo            | 0                   | Palmeiras           | 1 |                    |                    |  |  |            |            |  |  |        |        |
|  |                     |                     | Palmeiras           | 1 |                    |                    |  |  |            |            |  |  |        |        |
|  |                     | Chelsea             | 2                   |   |                    |                    |  |  |            |            |  |  |        |        |
|  | Benfica             | Chelsea             | 2                   | 1 |                    |                    |  |  |            |            |  |  |        |        |
|  | Benfica             |                     |                     | 1 |                    |                    |  |  |            |            |  |  |        |        |
|  | Chelsea (d.p.)      | 4                   |                     |   |                    |                    |  |  |            |            |  |  |        |        |
|  | Chelsea (d.p.)      | 4                   | Fluminense          | 0 |                    |                    |  |  |            |            |  |  |        |        |
|  |                     |                     | Fluminense          | 0 |                    |                    |  |  |            |            |  |  |        |        |
|  |                     | Chelsea             | 2                   |   |                    |                    |  |  |            |            |  |  |        |        |
|  | Inter Milan         | Chelsea             | 2                   | 0 |                    |                    |  |  |            |            |  |  |        |        |
|  | Inter Milan         |                     |                     | 0 |                    |                    |  |  |            |            |  |  |        |        |
|  | Fluminense          | 2                   |                     |   |                    |                    |  |  |            |            |  |  |        |        |
|  | Fluminense          | 2                   | Fluminense          | 2 |                    |                    |  |  |            |            |  |  |        |        |
|  |                     |                     | Fluminense          | 2 |                    |                    |  |  |            |            |  |  |        |        |
|  |                     | Al-Hilal            | 1                   |   |                    |                    |  |  |            |            |  |  |        |        |
|  | Manchester City     | Al-Hilal            | 1                   | 3 |                    |                    |  |  |            |            |  |  |        |        |
|  | Manchester City     |                     |                     | 3 |                    |                    |  |  |            |            |  |  |        |        |
|  | Al-Hilal (d.p.)     | 4                   |                     |   |                    |                    |  |  |            |            |  |  |        |        |
|  | Al-Hilal (d.p.)     | 4                   | Chelsea             | 3 |                    |                    |  |  |            |            |  |  |        |        |
|  |                     |                     | Chelsea             | 3 |                    |                    |  |  |            |            |  |  |        |        |
|  |                     | Paris Saint-Germain | 0                   |   |                    |                    |  |  |            |            |  |  |        |        |
|  | Paris Saint-Germain | Paris Saint-Germain | 0                   | 4 |                    |                    |  |  |            |            |  |  |        |        |
|  | Paris Saint-Germain |                     |                     | 4 |                    |                    |  |  |            |            |  |  |        |        |
|  | Inter Miami CF      | 0                   |                     |   |                    |                    |  |  |            |            |  |  |        |        |
|  | Inter Miami CF      | 0                   | Paris Saint-Germain | 2 |                    |                    |  |  |            |            |  |  |        |        |
|  |                     |                     | Paris Saint-Germain | 2 |                    |                    |  |  |            |            |  |  |        |        |
|  |                     | Bayern München      | 0                   |   |                    |                    |  |  |            |            |  |  |        |        |
|  | Flamengo            | Bayern München      | 0                   | 2 |                    |                    |  |  |            |            |  |  |        |        |
|  | Flamengo            |                     |                     | 2 |                    |                    |  |  |            |            |  |  |        |        |
|  | Bayern München      | 4                   |                     |   |                    |                    |  |  |            |            |  |  |        |        |
|  | Bayern München      | 4                   | Paris Saint-Germain | 4 |                    |                    |  |  |            |            |  |  |        |        |
|  |                     |                     | Paris Saint-Germain | 4 |                    |                    |  |  |            |            |  |  |        |        |
|  |                     | Real Madrid         | 0                   |   |                    |                    |  |  |            |            |  |  |        |        |
|  | Real Madrid         | Real Madrid         | 0                   | 1 |                    |                    |  |  |            |            |  |  |        |        |
|  | Real Madrid         |                     |                     | 1 |                    |                    |  |  |            |            |  |  |        |        |
|  | Juventus            | 0                   |                     |   |                    |                    |  |  |            |            |  |  |        |        |
|  | Juventus            | 0                   | Real Madrid         | 3 |                    |                    |  |  |            |            |  |  |        |        |
|  |                     |                     | Real Madrid         | 3 |                    |                    |  |  |            |            |  |  |        |        |
|  |                     | Borussia Dortmund   | 2                   |   |                    |                    |  |  |            |            |  |  |        |        |
|  | Borussia Dortmund   | Borussia Dortmund   | 2                   | 2 |                    |                    |  |  |            |            |  |  |        |        |
|  | Borussia Dortmund   |                     |                     | 2 |                    |                    |  |  |            |            |  |  |        |        |
|  | Monterrey           | 1                   |                     |   |                    |                    |  |  |            |            |  |  |        |        |
|  | Monterrey           | 1                   |                     |   |                    |                    |  |  |            |            |  |  |        |        |

### Optimi
| Palmeiras     | 1–0 (d.p.) | Botafogo |
| ------------- | ---------- | -------- |
| Paulinho 100' | Raport     |          |

| Benfica               | 1–4 (d.p.) | Chelsea                                                    |
| --------------------- | ---------- | ---------------------------------------------------------- |
| Di María 90+5' (pen.) | Raport     | - James 64' - Nkunku 108' - Neto 114' - Dewsbury-Hall 117' |

| Paris Saint-Germain                                | 4–0    | Inter Miami CF |
| -------------------------------------------------- | ------ | -------------- |
| - Neves 6', 39' - Avilés 44' (aut.) - Hakimi 45+3' | Raport |                |

| Flamengo                           | 2–4    | Bayern München                                   |
| ---------------------------------- | ------ | ------------------------------------------------ |
| - Gerson 33' - Jorginho 55' (pen.) | Raport | - Pulgar 6' (aut.) - Kane 9', 73' - Goretzka 41' |

| Inter Milan | 0–2    | Fluminense                 |
| ----------- | ------ | -------------------------- |
|             | Raport | - Cano 3' - Hércules 90+3' |

| Manchester City                       | 3–4 (d.p.) | Al-Hilal                                                 |
| ------------------------------------- | ---------- | -------------------------------------------------------- |
| - Silva 9' - Haaland 55' - Foden 104' | Raport     | - Marcos Leonardo 46', 112' - Malcom 52' - Koulibaly 94' |

| Real Madrid   | 1–0    | Juventus |
| ------------- | ------ | -------- |
| G. García 54' | Raport |          |

| Borussia Dortmund   | 2–1    | Monterrey       |
| ------------------- | ------ | --------------- |
| - Guirassy 14', 24' | Raport | - Berterame 48' |

### Sferturi de finală
| Fluminense                      | 2–1    | Al-Hilal     |
| ------------------------------- | ------ | ------------ |
| - Martinelli 40' - Hércules 70' | Raport | Leonardo 51' |

| Palmeiras   | 1–2    | Chelsea                            |
| ----------- | ------ | ---------------------------------- |
| Estêvão 53' | Raport | - Palmer 16' - Weverton 83' (aut.) |

| Paris Saint-Germain        | 2–0    | Bayern München |
| -------------------------- | ------ | -------------- |
| - Doué 78' - Dembélé 90+6' | Raport |                |

| Real Madrid                                    | 3–2    | Borussia Dortmund                     |
| ---------------------------------------------- | ------ | ------------------------------------- |
| - G. García 10' - F. García 20' - Mbappé 90+4' | Raport | - Beier 90+3' - Guirassy 90+8' (pen.) |

### Semifinale
| Fluminense | 0–2    | Chelsea             |
| ---------- | ------ | ------------------- |
|            | Raport | João Pedro 18', 56' |

| Paris Saint-Germain                       | 4–0    | Real Madrid |
| ----------------------------------------- | ------ | ----------- |
| - Fabián 6', 24' - Dembélé 9' - Ramos 87' | Raport |             |

### Finala
| Chelsea                            | 3–0    | Paris Saint-Germain |
| ---------------------------------- | ------ | ------------------- |
| - Palmer 22', 30' - João Pedro 43' | Raport |                     |

## Marcatori
| Loc | Jucător          | Echipă              | Goluri |
| --- | ---------------- | ------------------- | ------ |
| 1   | Ángel Di María   | Benfica             | 4      |
| 1   | Gonzalo García   | Real Madrid         | 4      |
| 1   | Serhou Guirassy  | Borussia Dortmund   | 4      |
| 1   | Marcos Leonardo  | Al-Hilal            | 4      |
| 1   | Jamal Musiala    | Bayern München      | 3      |
| 1   | Michael Olise    | Bayern München      | 3      |
| 1   | Kenan Yıldız     | Juventus Torino     | 3      |
| 1   | Fabián Ruiz      | Paris Saint-Germain | 3      |
| 1   | Wessam Abou Ali  | Al Ahly SC          | 3      |
| 1   | Phil Foden       | Manchester City     | 3      |
| 1   | Erling Haaland   | Manchester City     | 3      |
| 1   | Harry Kane       | Bayern München      | 3      |
| 1   | Pedro Neto       | Chelsea             | 3      |
| 1   | Germán Berterame | Monterrey           | 3      |

## Premii
Următoarele premii au fost acordate la sfârșitul turneului.
| Balonul de aur                      | Balonul de argint             | Balonul de bronz         |
| ----------------------------------- | ----------------------------- | ------------------------ |
| Cole Palmer (Chelsea)               | Vitinha (Paris Saint-Germain) | Moisés Caicedo (Chelsea) |
| Premiul pentru cel mai bun marcator |                               |                          |
| Gonzalo García (Real Madrid)        |                               |                          |
| Mănușa de Aur                       |                               |                          |
| Robert Sánchez (Chelsea)            |                               |                          |
| Premiul FIFA pentru tânărul jucător |                               |                          |
| Désiré Doué (Paris Saint-Germain)   |                               |                          |
| Trofeul FIFA Fair Play              |                               |                          |
| FC Bayern München                   |                               |                          |

## Legături externe
- Materiale media legate de Campionatul Mondial al Cluburilor FIFA 2024 la Wikimedia Commons
- Site oficial